# Isola Sherman
L'isola Sherman è un'isola antartica.

## Geografia
Sherman è un'isola ricoperta dal ghiaccio che si trova nel mezzo dello stretto Peacock e a sud dell'isola Thurston. L'isola lunga 51 km e larga 16 ha una superficie di 1159 km² il che la colloca al 292º posto tra le isole più grandi del mondo.
L'isola prende il nome dall'ammiraglio Forrest Sherman della marina militare statunitense.